# 松崎洋
松崎 洋（まつざき ひろし、1948年10月29日 - 2014年2月24日）は、日本の小説家。福岡県出身。

## 略歴
デビュー作『走れ! T校バスケット部』が30万部を超えるベストセラーとなった。同作品はシリーズ化され、累計100万部を突破しており、10巻まで出版され、完結した。そのほかにもスポーツを題材とした小説を執筆していたが、2014年に間質性肺炎のため死去した。
『T校』第10巻結末部分は構想を聞いていた子息の松崎準が執筆を引き継いだため、10巻のみ作者が父子連名となっている。
『走れ! T校バスケット部』は2010年より近藤こうじによりコミック化（全3巻、幻冬舎・バーズコミックススペシャル）。2018年に実写映画化された。

## 著書
- 走れ! T校バスケット部（彩雲出版、2007年2月。ISBN 978-4-434-10295-0／幻冬舎文庫、2010年2月。ISBN 978-4-344-41443-3）
- 走れ! T校バスケット部 2（彩雲出版、2008年4月。ISBN 978-4-434-11831-9／幻冬舎文庫、2010年9月。ISBN 978-4-344-41537-9）
- 走れ! T校バスケット部 3（彩雲出版、2009年7月。ISBN 978-4-434-13334-3／幻冬舎文庫、2011年6月。ISBN 978-4-344-41688-8）
- 走れ! T校バスケット部 4（彩雲出版、2010年2月。ISBN 978-4-434-14185-0／幻冬舎文庫、2012年2月。ISBN 978-4-344-41812-7）
- 走れ! T校バスケット部 5 (彩雲出版、2010年9月。ISBN 978-4-434-14904-7／幻冬舎文庫、2012年8月。ISBN 978-4-344-41904-9）
- 走れ! T校バスケット部 6 (彩雲出版、2011年6月。ISBN 978-4-434-15738-7／幻冬舎文庫、2014年2月。ISBN 978-4-344-42161-5）
- 走れ! T校バスケット部 7 (彩雲出版、2012年1月。ISBN 978-4-434-16344-9／幻冬舎文庫、2016年2月。ISBN 978-4-344-42439-5）
- 走れ! T校バスケット部 8 (彩雲出版、2012年11月。ISBN 978-4-434-17229-8／幻冬舎文庫、2018年8月。ISBN 978-4-344-42775-4）
- 走れ! T校バスケット部 9 (彩雲出版、2013年4月。ISBN 978-4-434-17853-5／幻冬舎文庫、2019年6月。ISBN 978-4-344-42871-3）
- 走れ! T校バスケット部 10 (彩雲出版、2015年2月。ISBN 978-4-434-19899-1）
  - 上述の理由により、10巻のみ作者の名義が父子（松崎洋・松崎準）の連名となっている。また、2021年4月現在、10巻のみ文庫化されていない。
- スマッシュ×スマッシュ（徳間書店、2008年10月。ISBN 978-4-19-862575-7）
- 逆風（アゲンスト）（彩雲出版、上:2009年2月。ISBN 978-4-434-12909-4/下:2009年5月。ISBN 978-4-434-13223-0）